# شعب الجعدي (ذي السفال)

تعديل مصدري - تعديل

شعب الجعدي محلة تابعة لقرية القاعدة، التابعة لعزلة خنوه بمديرية ذي السفال إحدى مديريات محافظة إب في الجمهورية اليمنية، بلغ تعداد سكانها 454 حسب تعداد اليمن لعام 2004.